# Jastrzębiec (Isergebirge, 798 m)
Der Jastrzębiec (deutsch: Habichtshübel) ist ein 798 m hoher Berg im schlesischen Teil des Isergebirges in Polen. Der Jastrzębiec liegt im Zackenkamm in der Gemeinde Mirsk.

## Beschreibung
Der Gipfel ist vollständig mit Nadelwald bewachsen. Der Berg besteht aus Graniten und Gneisen sowie Quarzen. Ein blau markierter Wanderweg verläuft von Świeradów-Zdrój über den Gipfel nach Rybnica.